# 총명
총명(聰明, ?~?)은 신라의 관리이다.

## 생애
825년에 김헌창(金憲昌)의 아들 김범문이 난을 일으키고 도읍을 평양(平壤)으로 삼기 위해 한산주를 공격하자, 한산주도독(漢山州都督)이던 그는 병사들을 동원해 김범문을 죽이고 반란을 진압했다.